# Glyphipterix ditiorana
Glyphipterix ditiorana là một loài bướm đêm thuộc họ Glyphipterigidae. Nó được tìm thấy ở Nhật Bản, Trung Quốc, Thái Lan, Ấn Độ, Sri Lanka, Borneo, Java, Malaysia, Mauritius và Nam Phi.